# Etapa Distrital del Cusco 2023
La Etapa Distrital del Cusco 2023 da inicio a la Copa Perú 2023 en el distrito del Cusco. El campeón y subcampeón clasifican a la etapa provincial. A diferencia de los años anteriores, el campeón de la Copa Perú, no tendrá acceso directo a la Liga 1, pero sí a la Liga 2 del Perú.
El campeonato denominado "Copa Urzu Atletic Cusco" está dedicado a Arturo "Chino" Olazabal Flores, exjugador del Cienciano quien falleció en enero del 2023.

## Formato
El torneo contará con la presencia de 10 equipos divididos en 2 grupos donde jugaran todos contra todos. Los cuatro primeros de cada grupo pasarán a cuartos de final, luego a semifinal y a la final para determinar al campeón.

## Equipos participantes[1]
El torneo correspondiente al año 2023 contará con la presencia de la Universidad San Antonio Abad del Cusco (Unsaac) y del Club Corazón de León, quienes quedaron como campeón y subcampeón de la segunda división de la Liga Distrital de Futbol del Cusco 2022. 
Por otro lado, los clubes Deportivo Garcilaso, CSD Abancay y River Saphy no participarán en esta etapa, el primero por haber ascendido a la Liga 1 del Perú al haber resultado campeón de la Copa Perú 2022 y los otros por haber descendido en el torneo de la etapa distrital del Cusco 2022.
| Grupo A                                         | Grupo B                   |
| ----------------------------------------------- | ------------------------- |
| Universidad San Antonio Abad del Cusco - UNSAAC | Universitario del Cusco   |
| Escuela de Formación Real Garcilaso             | Ingeniería Civil          |
| Club Corazón de León del Cusco                  | Cienciano Junior          |
| Ingeniería Eléctrica                            | Ángeles Terribles Ladinos |
| CD San Francisco de Asís                        | Salesianos                |

## Estadio
Los partidos de la Etapa Distrital del Cusco 2023 hasta la etapa semifinal se desarrollaron en el estadio de la GUE Inca Garcilaso de La vega.

## Primera etapa - Fase de grupos

### Grupo A

#### Fecha 1. Domingo 5 de marzo de 2023
La fecha 1 de la Liga Distrital del Cusco 2023, no se llegó a disputar porque el carnet de cancha de los diversos equipos no estaban habilitados. En su lugar se disputaron partidos de apreciación. Por ende el inicio del torneo se programó a partir de la fecha 2.

#### Fecha 2. Domingo 12 de marzo de 2023
| HORA  | Equipo 1                                        |   | Equipo 2                            |   |
| ----- | ----------------------------------------------- | - | ----------------------------------- | - |
| 9:30  | Ingeniería Eléctrica                            | 9 | Club Corazón de León del Cusco      | 1 |
| 12:50 | CD San Francisco de Asís                        | 0 | Escuela de Formación Real Garcilaso | 0 |
|       | Universidad San Antonio Abad del Cusco - UNSAAC |   | DESCANSA                            |   |

#### Fecha 3. Domingo 19 de marzo de 2023
| HORA  | Equipo 1                       |   | Equipo 2                                        |   |
| ----- | ------------------------------ | - | ----------------------------------------------- | - |
| 7:45  | CD San Francisco de Asís       | 3 | Universidad San Antonio Abad del Cusco - UNSAAC | 6 |
| 12:40 | Club Corazón de León del Cusco | 3 | Escuela de Formación Real Garcilaso             | 0 |
|       | Ingeniería Eléctrica           |   | DESCANSA                                        |   |

#### Fecha 4. Domingo 26 de marzo de 2023
| HORA  | Equipo 1                                        |   | Equipo 2                       |   |
| ----- | ----------------------------------------------- | - | ------------------------------ | - |
| 11:10 | Universidad San Antonio Abad del Cusco - UNSAAC | 0 | Ingeniería Eléctrica           | 0 |
| 12:40 | CD San Francisco de Asís                        | 2 | Club Corazón de León del Cusco | 4 |
|       | Escuela de Formación Real Garcilaso             |   | DESCANSA                       |   |

#### Fecha 5. Domingo 2 de abril de 2023
| HORA  | Equipo 1                                        |   | Equipo 2                            |   |
| ----- | ----------------------------------------------- | - | ----------------------------------- | - |
| 11:10 | Universidad San Antonio Abad del Cusco - UNSAAC | 1 | Club Corazón de León del Cusco      | 2 |
| 12:40 | Ingeniería Eléctrica                            | 3 | Escuela de Formación Real Garcilaso | 0 |
|       | CD San Francisco de Asís                        |   | DESCANSA                            |   |

#### Fecha 1. Domingo 9 de abril de 2023 (Reprogramado)
| HORA  | Equipo 1                                        |   | Equipo 2                            |   |
| ----- | ----------------------------------------------- | - | ----------------------------------- | - |
| 09:30 | CD San Francisco de Asís                        | 0 | Ingeniería Eléctrica                | 4 |
| 12:40 | Universidad San Antonio Abad del Cusco - UNSAAC | 3 | Escuela de Formación Real Garcilaso | 0 |
|       | Club Corazón de León del Cusco                  |   | DESCANSA                            |   |

#### Tabla de posiciones GRUPO A
| Pos. | Equipo                                          | Pts. | PJ | PG | PE | PP | GF | GC | Dif. |
| ---- | ----------------------------------------------- | ---- | -- | -- | -- | -- | -- | -- | ---- |
| 1.º  | Ingeniería Eléctrica                            | 10   | 4  | 3  | 1  | 0  | 16 | 1  | 15   |
| 2.º  | Club Corazón de León del Cusco                  | 9    | 4  | 3  | 0  | 1  | 10 | 12 | −2   |
| 3.º  | Universidad San Antonio Abad del Cusco - UNSAAC | 7    | 4  | 2  | 1  | 1  | 10 | 5  | 5    |
| 4.º  | CD San Francisco de Asís                        | 1    | 4  | 0  | 1  | 3  | 5  | 14 | −9   |
| 5.º  | Escuela de Formación Real Garcilaso             | -8   | 4  | 0  | 1  | 3  | 0  | 9  | −9   |

|  | Clasifica a cuartos de final. |

Nota: Escuela de Formación Real Garcilaso pierde 6 puntos por WO.

### Grupo B

#### Fecha 2. Domingo 12 de marzo de 2023
| HORA  | Equipo 1                  |   | Equipo 2         |   |
| ----- | ------------------------- | - | ---------------- | - |
| 7:45  | Ángeles Terribles Ladinos | 0 | Cienciano Junior | 4 |
| 11:20 | Ingeniería Civil          | 3 | Salesianos       | 0 |
|       | Universitario del Cusco   |   | DESCANSA         |   |

#### Fecha 3. Domingo 19 de marzo de 2023
| HORA  | Equipo 1                  |   | Equipo 2         |   |
| ----- | ------------------------- | - | ---------------- | - |
| 9:30  | Cienciano Junior          | 2 | Ingeniería Civil | 3 |
| 11:10 | Universitario del Cusco   | 3 | Salesianos       | 1 |
|       | Ángeles Terribles Ladinos |   | DESCANSA         |   |

#### Fecha 4. Domingo 26 de marzo de 2023
| HORA | Equipo 1                  |   | Equipo 2                |   |
| ---- | ------------------------- | - | ----------------------- | - |
| 7:45 | Ángeles Terribles Ladinos | 2 | Universitario del Cusco | 2 |
| 9:30 | Salesianos                | 3 | Cienciano Junior        | 3 |
|      | Ingeniería Civil          |   | DESCANSA                |   |

#### Fecha 5. Domingo 2 de abril de 2023
| HORA | Equipo 1         |   | Equipo 2                  |   |
| ---- | ---------------- | - | ------------------------- | - |
| 7:45 | Ingeniería Civil | 3 | Ángeles Terribles Ladinos | 1 |
| 9:30 | Cienciano Junior | 2 | Universitario del Cusco   | 2 |
|      | Salesianos       |   | DESCANSA                  |   |

#### Fecha 1. Domingo 9 de abril de 2023 (Reprogramado)
| HORA  | Equipo 1                |   | Equipo 2                  |   |
| ----- | ----------------------- | - | ------------------------- | - |
| 7:45  | Salesianos              | 1 | Ángeles Terribles Ladinos | 0 |
| 11:10 | Universitario del Cusco | 1 | Ingeniería Civil          | 1 |
|       | Cienciano Junior        |   | DESCANSA                  |   |

#### Tabla de posiciones GRUPO B
| Pos. | Equipo                    | Pts. | PJ | PG | PE | PP | GF | GC | Dif. |
| ---- | ------------------------- | ---- | -- | -- | -- | -- | -- | -- | ---- |
| 1.º  | Ingeniería Civil          | 10   | 4  | 3  | 1  | 0  | 10 | 4  | 6    |
| 2.º  | Universitario del Cusco   | 6    | 4  | 1  | 3  | 0  | 8  | 6  | 2    |
| 3.º  | Cienciano Junior          | 5    | 4  | 1  | 2  | 1  | 11 | 8  | 3    |
| 4.º  | Salesianos                | 4    | 4  | 1  | 1  | 2  | 5  | 9  | −4   |
| 5.º  | Ángeles Terribles Ladinos | 1    | 4  | 0  | 1  | 3  | 3  | 10 | −7   |

|  | Clasifica a cuartos de final. |

## Segunda etapa - Cuartos de final
| Fecha      | Hora  | Equipo 1                |   | Equipo 2                                        |   |
| ---------- | ----- | ----------------------- | - | ----------------------------------------------- | - |
| 16/04/2023 | 07:45 | Ing. Civil              | 3 | CD San Francisco de Asís                        | 0 |
| 16/04/2023 | 09:30 | Ingeniería Eléctrica    | 2 | Salesianos                                      | 0 |
| 16/04/2023 | 11:10 | Cienciano Junior        | 3 | Club Corazón de León del Cusco                  | 4 |
| 16/04/2023 | 12:40 | Universitario del Cusco | 0 | Universidad San Antonio Abad del Cusco - UNSAAC | 2 |

## Tercera etapa - Semifinal
| Fecha      | Hora | Equipo 1             |   | Equipo 2                                        |   |
| ---------- | ---- | -------------------- | - | ----------------------------------------------- | - |
| 23/04/2023 | 8:00 | Ing. Civil           | 4 | Club Corazón de León del Cusco                  | 1 |
| 23/04/2023 | 9:40 | Ingeniería Eléctrica | 0 | Universidad San Antonio Abad del Cusco - UNSAAC | 1 |

## Cuarta etapa - Final
| Fecha      | Hora | Equipo 1   |   | Equipo 2                                        |   |
| ---------- | ---- | ---------- | - | ----------------------------------------------- | - |
| 30/04/2023 | 8:00 | Ing. Civil | 3 | Universidad San Antonio Abad del Cusco - UNSAAC | 0 |